# Линсенмайер, Вальтер
Вальтер Линсенмайер (англ. Walter Linsenmaier, 18 августа 1917 — 31 октября 2000) — швейцарский учёный, художник-иллюстратор, энтомолог, коллекционер, крупный специалист по систематике ос-блестянок (Chrysididae), описавший более 600 новых для науки видов и подвидов.

## Биография
Родился 18 августа 1917 года в Штутгарте (Германия), но его семья переехала в Швейцарию, когда ему был всего год. Сначала он работал мастером по лепнине стукко по той же профессии, что и его отец. Затем он получил степень преподавателя рисунка и иллюстрации в Университете прикладных наук и искусств Люцерна и стал профессиональным иллюстратором, специализирующимся на иллюстрациях природы. Он написал и проиллюстрировал несколько книг, самая известная из которых «Насекомые мира» с 1888 иллюстрациями была опубликована в 1972 году. Американский актёр Телли Савалас консультировался с этой работой в пятом эпизоде первого сезона из сериала Коджак. В 1951 году Линсенмайер и его отец, который также был талантливым таксидермистом, основали «Tierweltpanorama», частный музей, в котором в естественной среде обитания выставлено более 800 чучел животных со всего мира.
Он был особенно известен своими детализированными иллюстрациями животных, растений и насекомых, которые широко публиковались в журналах и книгах. Он также был одним из самых важных экспертов XX века по осам-блестянкам (Chrysididae) и описал более 600 новых видов и подвидов этих жалящих насекомых. В 1982 году был удостоен почетной докторской степени Honoris causa Бернского университета в знак признания его научных и художественных достижений и премии Эрнста Юнгера в области энтомологии от имени Земли Баден-Вюртемберг в 1992 году (Ernst-Jünger-Preis für Entomologie).
Обладая глубокой любовью к природе, острым наблюдением, вниманием к деталям, а также к основам, Вальтер Линсенмайер создал бесчисленное количество работ, которые поражают не только своей научной точностью, но и удивительным художественным содержанием. Изображения были созданы для выставок и, прежде всего, множество иллюстраций для журналов, например для швейцарского ежемесячника «Du» и американского журнала «Life Magazin», молодежных журналов и книг, в том числе, «Tropische Schmetterlinge» («Тропические бабочки»), «Paradiesvögel und Kolibris» («Райские птицы и колибри»), «Orchideen» («Орхидеи») и «Singvögel» («Певчие птицы») — одни из самых известных иллюстрированных им книг.
Умер 31 октября 2000 года в Эбиконе (Швейцария) в возрасте 83 лет.

## Эпонимия
В честь Walter Linsenmaier были названы новые таксоны:
- Leptochilus (Lionotulus) linsenmaieri Gusenleitner, 1971;
- Nomada linsenmaieri Schwarz, 1974
- Evagetes linsenmaieri Wolf, 1970)
- Parnopes grandior ssp. linsenmaieri Agnoli, 1995

## Основные труды
Вальтер Линсенмайер был одним из самых известных швейцарских художников и энтомологов, которые когда-либо жили. Автор более 2000 картин и иллюстраций, опубликовал несколько десятков научных работ по систематике ос-блестянок, открыл и описал более 600 новых для науки видов и подвидов этих жалящих насекомых. Крупный коллекционер, собравший более 250 000 насекомых и создавший крупнейшую в мире коллекцию ос-блестянок (более 47 тыс. экз.).
- Linsenmaier W. & Handschin E. (1949) Tropische Schmetterlinge. Bilder aus der Wunderwelt tropischer Schmetterlinge. Silva Verlag, Zurich, 127 pp.
- Linsenmaier W. Die europäischen Chrysididen (Hymenoptera). Versuch einer naturlichen Ordnung mit Diagnosen (нем.) // Mitteilungen der Schweizerischen Entomologischen Gesellschaft : Журнал. — 1951. — Vol. 24, Nr. 1. — P. 1—110. — doi:10.5169/seals-401116.
- Kupper W. & Linsenmaier W. (1952) Orchideen. Silva Verlag, Zurich, 127 pp.
- Linsenmaier W. 1957. Chrysis (Spintharichrysis) wahrmani Linsenm. nov. spec. In: Bytinski-Salz, H. (Ed.), Coleoptera and Hymenoptera from a journey through Asia Minor. II. Descriptions of new species and forms. Revue de la Faculté des Sciences de l’Université d’Istanbul 22(3): 13-170.
- Linsenmaier W. Revision der Familie Chrysididae (Hymenoptera) mit besonderer Berücksichtigung der europäischen Spezies (нем.) // Mitteilungen der Schweizerischen Entomologischen Gesellschaft : Журнал. — 1959. — Vol. 32, Nr. 1. — P. 1—232. — doi:10.5169/seals-401351.
- Linsenmaier W. Revision der familie Chrysididae. Zweiter Nachtrag (англ.) // Mitteilungen der Schweizerischen Entomologischen Gesellschaft : Журнал. — 1968. — Vol. 41. — P. 1—144. — doi:10.5169/seals-401552.
- Linsenmaier W. 1969. The chrysidid wasps of Palestine (Hym., Chrysididae). A faunistic catalogue with descriptions of new species and forms. Israel Journal of Entomology 4: 343—375. PDF
- Linsenmaier W. 1972. The insects of the World. New York: McGraw-Hill Company. 392 pp. ISBN 0-07-037953-X.
- Linsenmaier W. 1982. Neue Chrysididae aus Indo-Australien (Hymenoptera). Entomofauna 3(21): 323—350. PDF
- Linsenmaier W. 1984. Das Subgenus Trichrysis Lichtenstein in Nord- und Südamerika (Hym., Chrysididae, Genus Chrysis L.). Mitteilungen der Schweizerischen entomologischen Gesellschaft 57: 195—224. DOI: 10.5169/seals-402116
- Linsenmaier W. 1985. Revision des Genus Neochrysis Linsenmaier, 1959 (Hymenoptera, Chrysididae). Entomofauna 6(26): 425—487. PDF
- Linsenmaier W. 1987. Revision der Familie Chrysididae. (Hymenoptera). 4. Teil. Mitteilungen der Schweizerischen entomologischen Gesellschaft 60: 133—158. DOI: 10.5169/seals-402262
- Linsenmaier W. 1994. The Chrysididae (Insecta: Hymenoptera) of the Arabian Peninsula. Fauna of Saudi Arabia 14: 145—206. ISBN 3-7234-0014-0.
- Linsenmaier W. (1997) Die Goldwespen der Schweiz. Veröffentlichungen aus dem Natur-Museum Luzern, 9, 1-140.
- Linsenmaier W. (1999) Die Goldwespen Nordafrikas (Hymenoptera, Chrysididae). Entomofauna, 10 (Supplement), 1-210 pp.